# Віче
Ві́че (д.-рус. вѣче, староцерк.-слов. вѣште) — загальні збори громадян міст України-Русі для розгляду громадських справ. Засвідчені у всіх слов'янських народів, під схожими назвами (серб. ве́ħе, виjе́ħе, дав.-чеськ. věce, пол. wiec), що виводяться з прасл. *věti̯o (пор. «віщати», «відвіт»).

## Історичні джерела
Віче відоме вже в добу племінного устрою й було характерне для всіх східних слов'ян як вияв народоправного ладу. В літописах вперше згадується в Білгороді під 997 роком, Новгороді — під 1016 роком, Києві — 1068 роком. В головних містах держав-земель за княжої доби вічові збори набрали характеру одного з верховних органів влади, який конкурував у своїх компетенціях із владою князя і боярської ради. Віче скликалося і в малих містах («передмістях»), але обмежувалося розглядом справ місцевого управління. Громадяни «передмість» мали також право брати участь у вічі «старшого міста». Пізніше їх заступали тисяцькі. Крім того, у вічових зборах звичайно брали участь князь, бояри, єпископ і духовенство. На Русі почало відігравати помітну роль з ослабленням князівської влади в період феодальної роздрібненості (друга половина XI—XII століття). Інколи на віче обирали князів.
З економічним та політичним піднесенням великих міст і посиленням ролі купців, ремісників зростало й значення вічових зборів. Віче збиралося на княжому чи церковному подвір'ї або на торговищі. Регулярних вічових зборів не було, їх скликали, на випадок потреби, князь, хтось із бояр або ініціатива виходила з народу. Вічем керував князь або єпископ (у Києві — митрополит), іноді — тисяцький. Правильного порядку дебатів і прийняття постанов віче не знало. В принципі ухвали приймалися одноголосно, фактично справи вирішувала позиція більшості присутніх. Компетенції віча не були точно визначені, однак деякі були постійними його прерогативами — справа війни і миру, зокрема, народне рушення, деякі справи зовнішньої політики, покликання князя на престол (якщо він не посідав його порядком спадщини чи внаслідок завоювання); укладання договору («ряду») з князем. Іноді віче домагалося зміни княжих урядовців, часом віче ставало судовим органом, головним чином для політичних правопорушень. Рішення віча «старшого» міста було обов'язковим для цілої землі.
Віче як орган державної влади в українських князівствах не мало найвпливовішого становища, як у Новгороді, Полоцьку та Пскові. На відміну від північних князівств, де князі узурпували всю владу, в Україні віче все ж зберігало рівнорядну роль до інших органів. Тільки в Галицькому князівстві воно поступається перед боярською радою. Вічові збори як орган державної влади занепадають під час переходу українських земель під владу Великого князівства Литовського і Польщі. Роль віча за литовсько-польської доби виконували соймики. В XVI—XVIII століттях існували віча копних судів. Своїм правним характером віче є органом прямого народоправства, аналогічним до народних зібрань у давніх грецьких містах і в середньовічних містах Західної Європи.
Віче означало політичну подвійну легітимацію князівської влади. На віче сходилися всі домовладики, віче мало висловити схвалення чи осуд князю. Віче стало регулярним інститутом у Новгородській і Псковській півночі, на «україно-руському» півдні все залежало від реального балансу сил. Князь міг силоміць «сісти на стіл», якщо за ним стояло сильне військо (дружина), або ж міг бути і вигнаний містом, а чіткого механізму вічової демократії не існувало ні на півдні, ні на півночі.

## Сьогодення в Україні
Віче — український синонім слова «мітинг».
У рамках акцій протесту Євромайдану в грудні 2013 — лютому 2014 років на Майдані незалежності в Києві щонеділі проходило «Народне віче», започатковане опозиційними політичним силами, на якому зі сцени виголошували промови лідери опозиційних партій, Євромайдана та громадської думки, оголошувалися плани подальшої боротьби, виступали музичні гурти, проводилися молебни.
8 грудня 2013, починаючи з 12 години, в Києві відбулось Народне Віче з чисельністю учасників, за різними оцінками, понад мільйон учасників. Було прийнято рішення про розширення мітингу та початок блокування Адміністрації Президента, будівлі Уряду та інших установ. В. Януковичу висунуто ультиматум з загрозою розпочати похід на резиденцію «Межигір'я». Цього ж дня в Києві був знесений пам'ятник Леніну. Очільники Єврореволюції прокоментували цю подію з гумором: Яценюк заявив, що «Ленін впав від заздрощів. Тому що Ленін скликав одну революцію, а Янукович — дві».
В урядовому кварталі міста почали зводити барикади.
22 грудня 2013 Народне віче на Євромайдані у Києві ухвалило резолюцію про створення загальнонаціональної організації Народне об'єднання «Майдан» з метою поглиблення, розширення та подальшої координації діяльності Євромайдану. Це позапартійна громадська організація, члени якої брали, або братимуть участь у Євромайдані.